# Rosenberg (Baden)

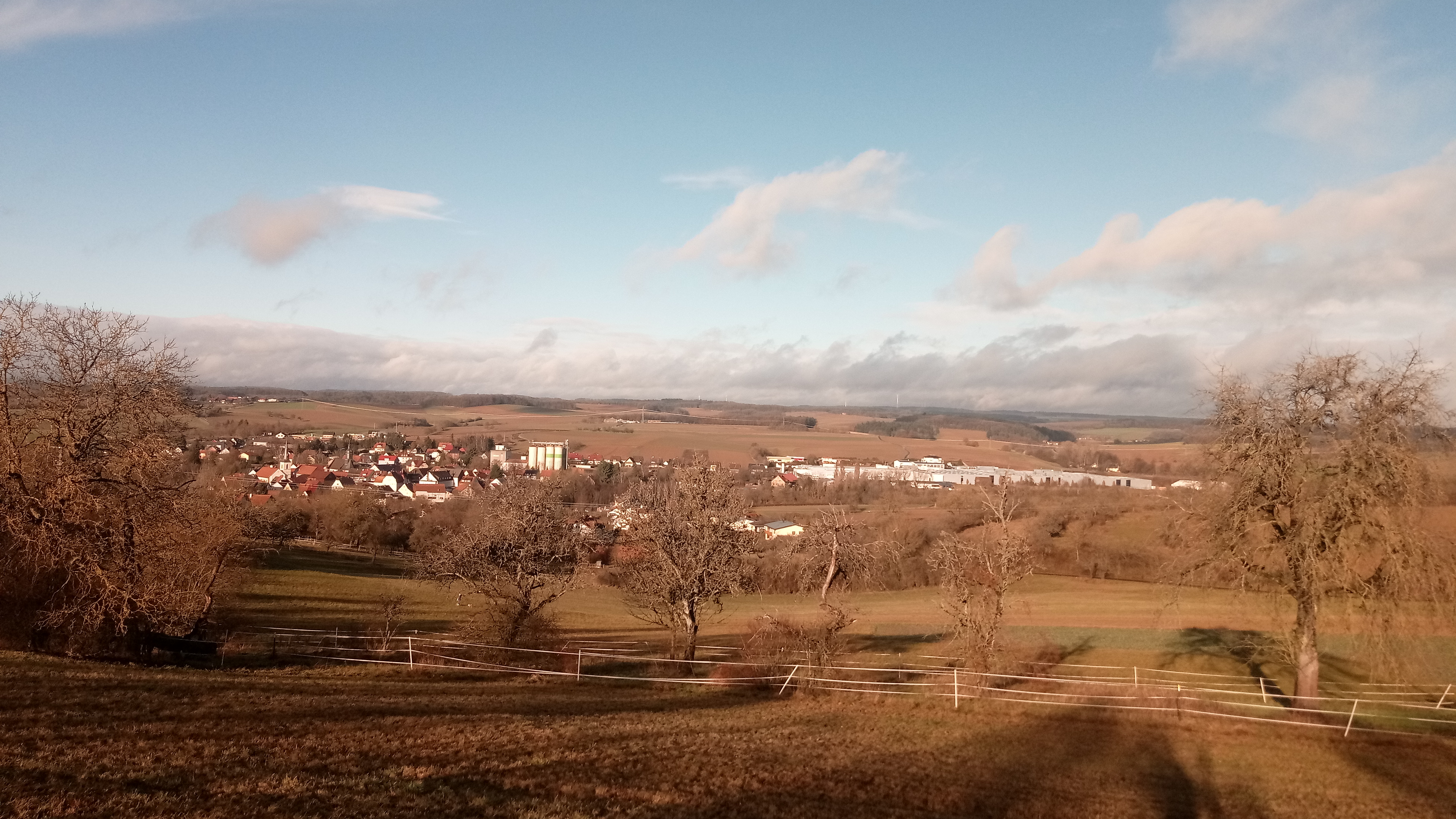
Blick auf Rosenberg, 2021

Rosenberg ist eine fränkische Gemeinde im Neckar-Odenwald-Kreis im Nordosten Baden-Württembergs etwa 26 km nordöstlich von Mosbach. Sie gehört zur europäischen Metropolregion Rhein-Neckar.

## Geografie

### Lage
Rosenberg liegt im Muschelkalk-Hügelland des Baulandes und ist zu einem Drittel bewaldet. Das Gemeindegebiet wird von der Kirnau entwässert.

### Gemeindegliederung
Zur Gemeinde Rosenberg gehören die ehemaligen Gemeinden Bronnacker, Hirschlanden und Sindolsheim. Zur Gemeinde Rosenberg in den Grenzen von 1970 gehörten das Dorf (ehemals Minderstadt) Rosenberg, der Ort Siedlung Dörrhof und die Häuser Gaimühle und Talmühle.
In der Gemeinde Rosenberg im Gebietsstand von 1970 lagen die abgegangenen Ortschaften Mensingenheim und die 1970 abgebrochene Neumühle. Im Gebiet der ehemaligen Gemeinde Sindolsheim liegt die Wüstung Mettelheim.

## Geschichte

### Vom 13. bis zum 19. Jahrhundert
Rosenberg wurde 1251 erstmals urkundlich erwähnt. Ende des 13. Jahrhunderts fiel der Ort an das Bistum Würzburg, das es als Lehen an die Herren von Rosenberg und nach deren Aussterben 1632 an die Herren von Hatzfeld gab. 1682 wurde Rosenberg dem Deutschen Orden, Ballei Franken, unterstellt. 50 Jahre später wurden die Fürsten von Löwenstein-Wertheim Grundherren. Im Rahmen der Mediatisierung aufgrund des Reichsdeputationshauptschlusses fiel Rosenberg 1803 an das Fürstentum Leiningen. Als dieses 1806 aufgrund der Rheinbundakte aufgelöst wurde, kam der Ort an das Großherzogtum Baden. Rosenberg wurde 1866 an den Eisenbahnverkehr angebunden. Das 1582 errichtete Schloss wurde 1926 bei einem Brand zerstört. 

### Ab dem 20. Jahrhundert
im Jahr 1909 erfolgte die Elektrifizierung, 1947 wurde das Rathaus gebaut, 1970 wurde das Werk Rosenberg der Firma GETRAG gegründet.
Am 1. Juli 1971 wurde Bronnacker eingemeindet. Am 1. Januar 1972 kam es zur Vereinigung von Rosenberg mit Hirschlanden und Sindolsheim, wodurch die neue Gemeinde Rosenberg gebildet wurde. Diese gehörte zum Landkreis Buchen, der sich im Jahr 1973 mit dem Landkreis Mosbach zum heutigen Neckar-Odenwald-Kreis vereinigte.

## Religionen

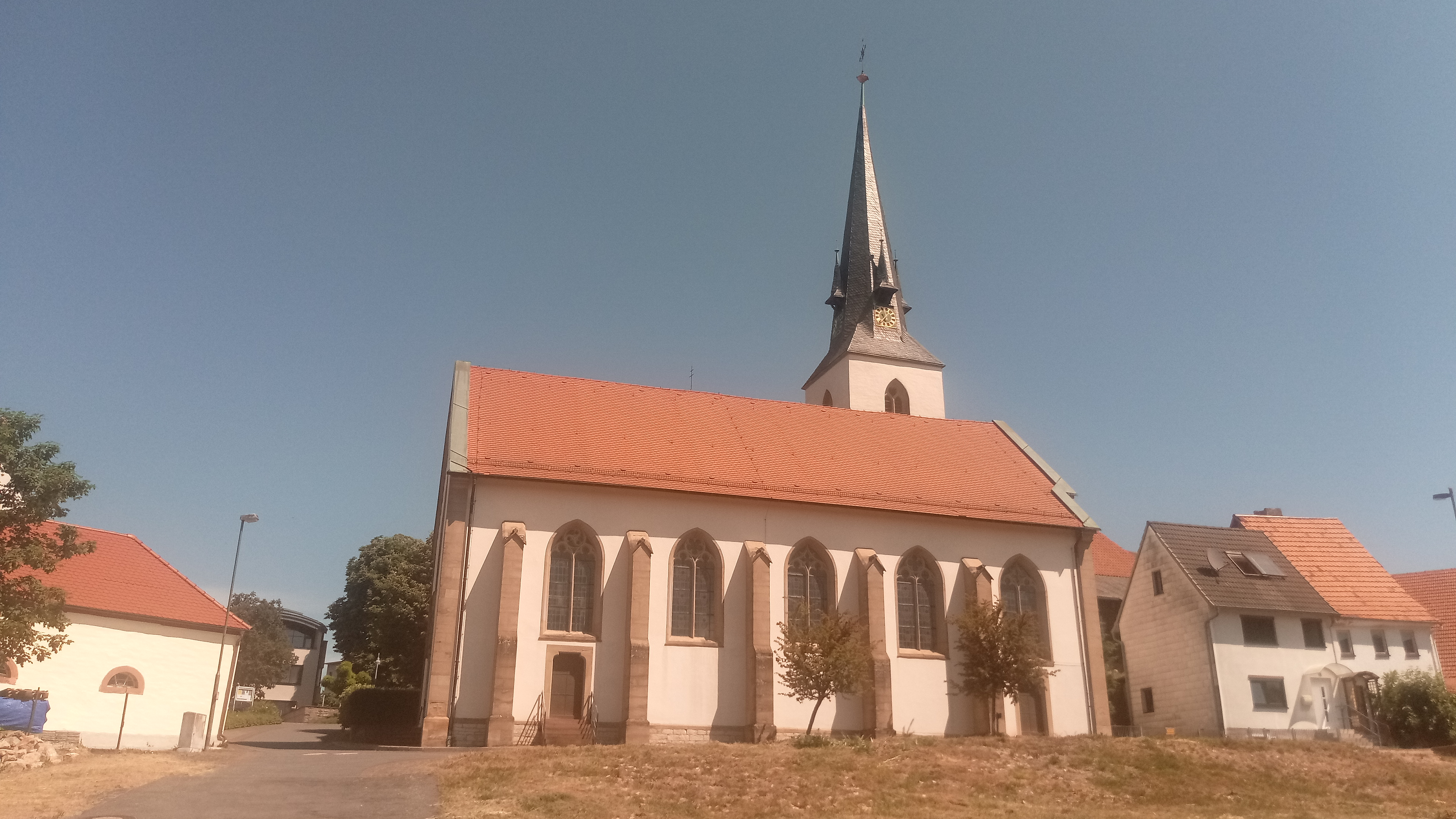
Evangelische Kirche

Trotz der Oberherrschaft des Bistums Würzburg konnten die Herren von Rosenberg als Grundherren 1558 die Reformation einführen. Auch als die römisch-katholischen Herren von Hatzfeld mit der Grundherrschaft belehnt wurden, blieb der Ort evangelisch. Im 21. Jahrhundert leben etwa zu gleichen Teilen Protestanten und Katholiken im Ort.
Hirschlanden, ein Ortsteil von Rosenberg, ist Sitz des Kirchenbezirks Adelsheim-Boxberg der Evangelischen Landeskirche in Baden.

## Politik

### Gemeinderat
Der Gemeinderat hat normalerweise 13 ehrenamtliche Mitglieder, die für fünf Jahre gewählt werden. Häufig erhöht sich die Zahl der Mitglieder durch Ausgleichssitze (gesamt 2019: 14 Sitze). Hinzu kommt der Bürgermeister als stimmberechtigter Gemeinderatsvorsitzender.
Dabei garantiert die Unechte Teilortswahl den Ortsteilen eine festgelegte Anzahl von Sitzen: Aus Rosenberg kommen mindestens sechs, aus Hirschlanden und Sindolsheim jeweils mindestens drei Räte, aus Bronnacker kommt mindestens ein Gemeinderat.
Die Kommunalwahl am 9. Juni 2024 führte zu folgendem Ergebnis (mit Vergleichszahlen voriger Wahlen):
| Gemeinderat 2024       | Gemeinderat 2024 | Gemeinderat 2024 | Vorige Wahlen    | Vorige Wahlen   |
| ---------------------- | ---------------- | ---------------- | ---------------- | --------------- |
| Partei / Liste         | Stimmenanteil    | Sitze            | 2019             | 2014            |
| Bürgerliste (BL)       | 67,1 %           | 9                | 71,3 %, 10 Sitze | 62,0 %, 9 Sitze |
| Unabhängige Liste (UL) | 32,9 %           | 4                | 28,7 %, 4 Sitze  | 37,9 %, 6 Sitze |
| Wahlbeteiligung        | 72,1 %           | 72,1 %           | 68,9 %           | 64,3 %          |

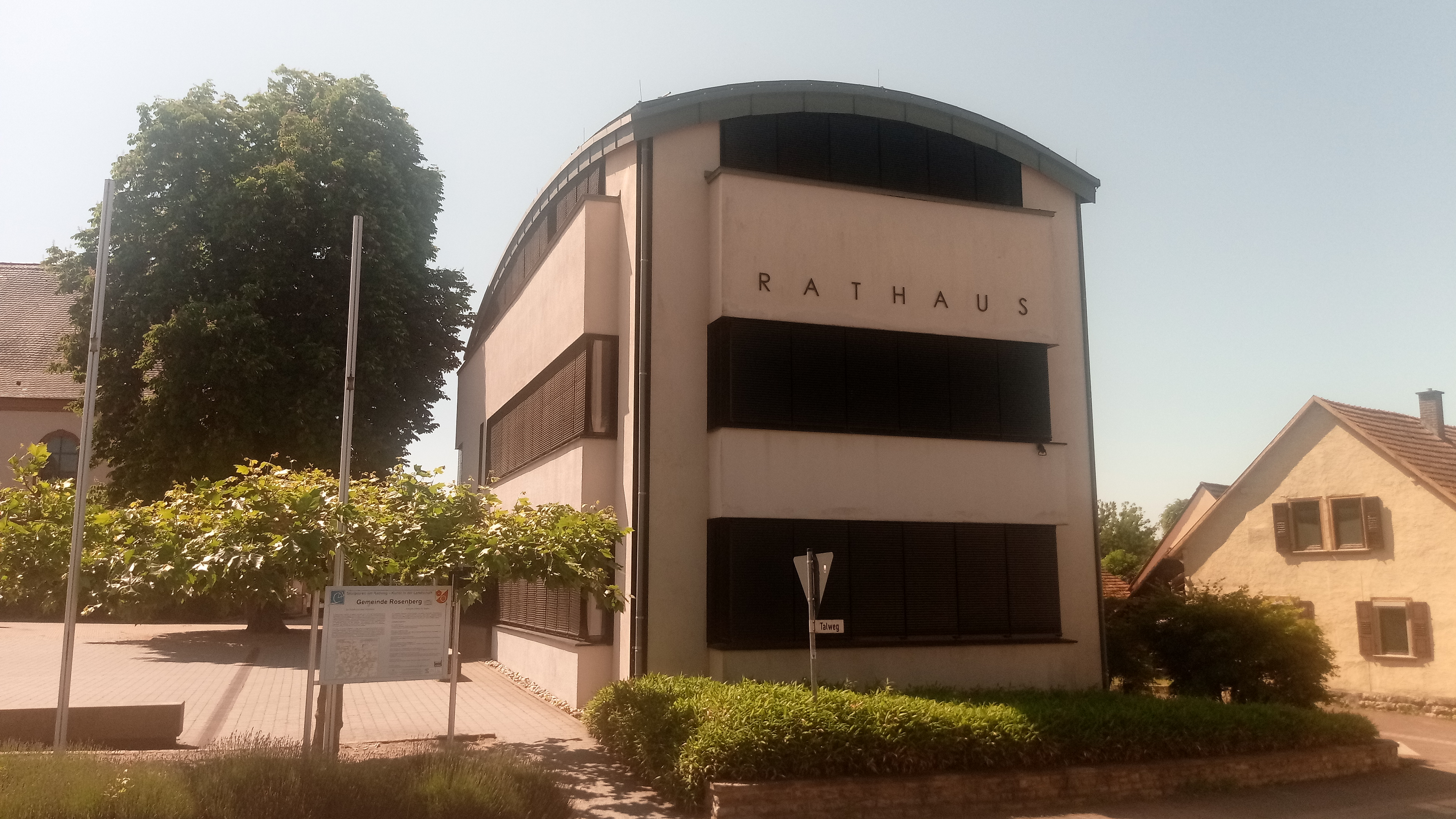
Rathaus Rosenberg

In Bronnacker, Hirschlanden und Sindolsheim sind außerdem jeweils Ortschaften im Sinne der baden-württembergischen Gemeindeordnung mit eigenem Ortschaftsrat und Ortsvorsteher als Vorsitzendem eingerichtet.

### Bürgermeister
Der Bürgermeister wird für acht Jahre direkt gewählt.
- 1972–1976: Emil Kistner
- 1976–1999: Arno Hagenbuch
- 1999–2019: Gerhard Baar
- seit 2019: Ralph Matousek[8]

### Wappen
Blasonierung: „Schräglinks geteilt von Gold und Rot, vorne eine unbespitzte, goldbesamte rote Rose, hinten ein achtspeichiges goldenes Rad.“
Das in den badischen Farben (rot-gelb) tingierte Wappen enthält mit der Rose ein redendes Bild für den Ortsnamen und ein Zeichen für die historischen Herrschaftsverhältnisse, begegnet sie doch in der Helmzier des Wappens der Herren von Rosenberg und im Wappen von Grafschaft und Fürstentum Wertheim. Das Rad soll auf Kurmainz hinweisen, die einstige Lehnsherrschaft des Gemeindeteils Sindolsheim.
Wappen der Ortsteile

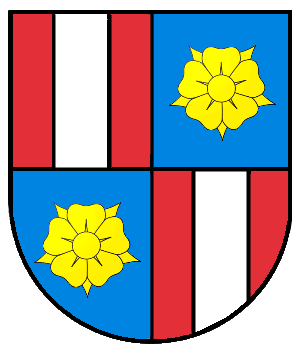
Bronnacker „Geviert, in 1 und 4 in Rot ein silberner Pfahl, in 2 und 3 in Blau eine goldene Rose.“
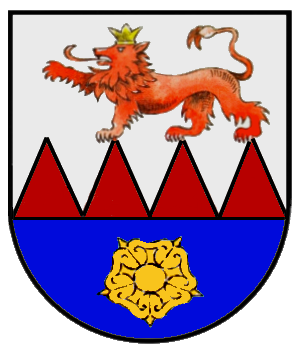
Hirschlanden „Über blauem Schildfuß, darin eine goldene Rose, in Silber vier rote Spickel auf der Teilung, darauf schreitend ein goldbekrönter roter Löwe.“
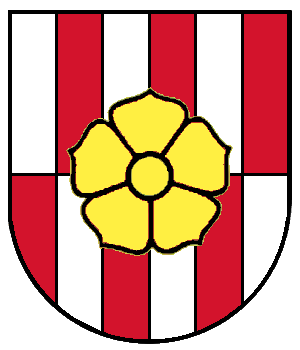
Rosenberg, altes Wappen „Fünfmal von Silber und Rot links verschoben gespalten, belegt mit einer unbespitzten goldenen Rose.“
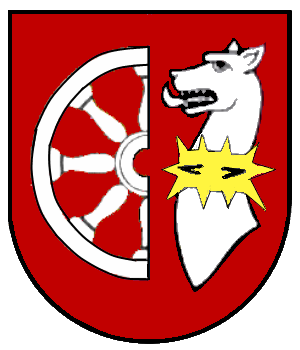
Sindolsheim „In Rot vorne ein rechtshalbes achtspeichiges silbernes Rad, hinten ein silberner Hunderumpf mit goldenem Zackenkragen.“

## Bauwerke und Kulturdenkmale
Der Brunnen bei der Kronen im Ortsteil Sindolsheim ist einer der drei historischen Dorfbrunnen aus der Zeit vor 1800.

## Wirtschaft und Infrastruktur

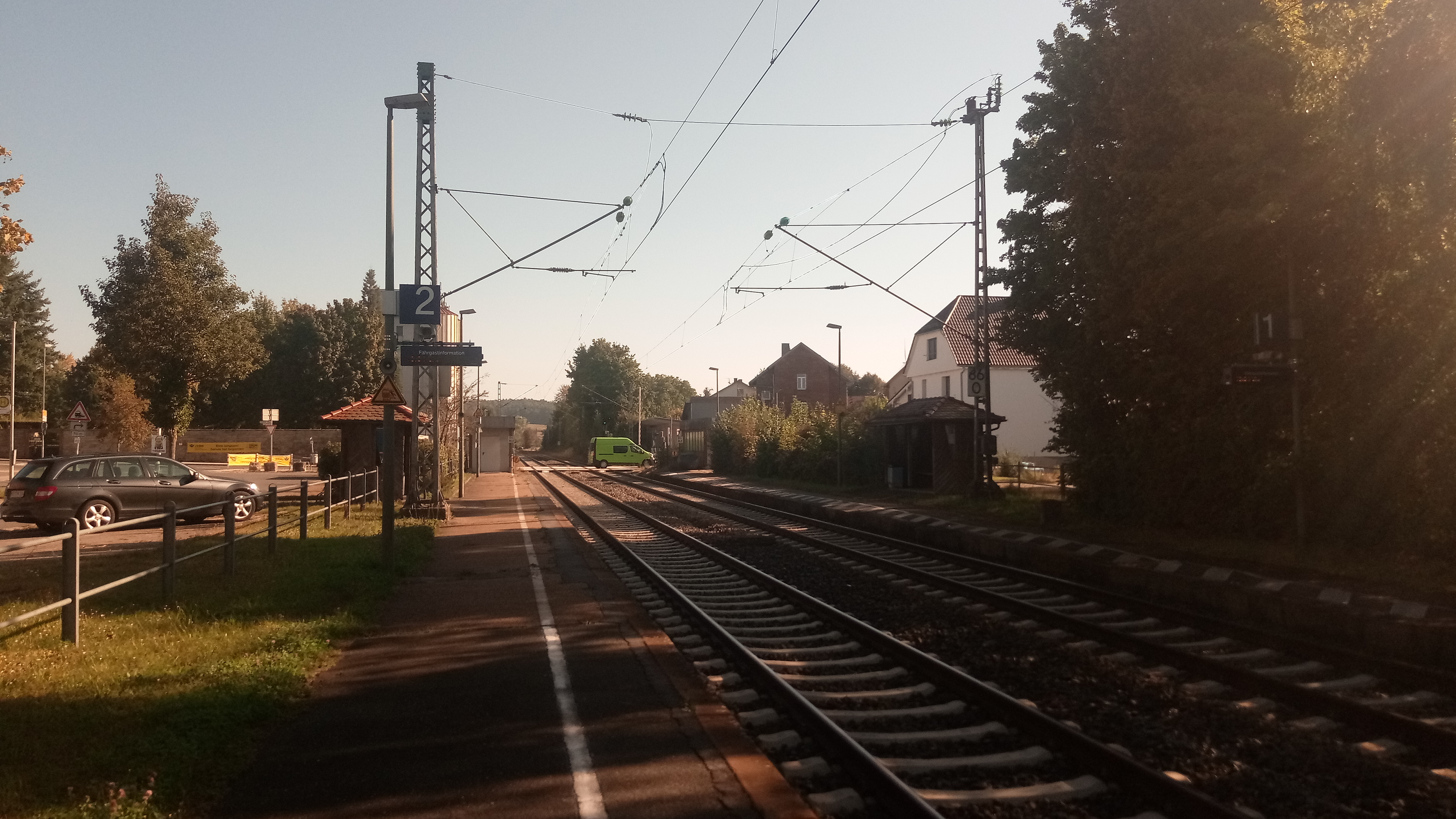
Haltepunkt Rosenberg (Baden)

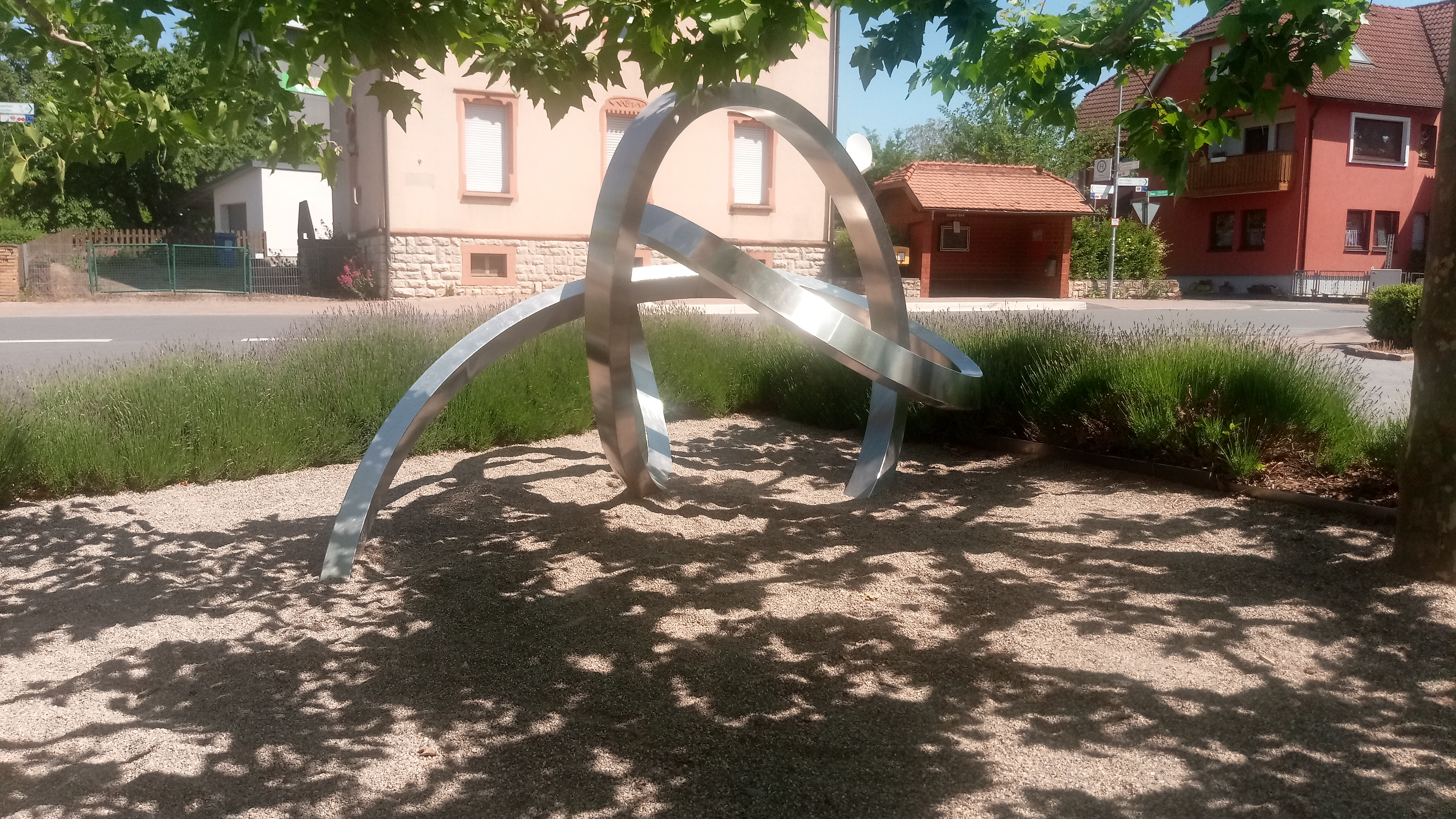
Skulptur von Thomas Otto

### Ansässige Unternehmen
Das Werk Rosenberg von Getrag, ein Hersteller von Automobil-Getrieben, ist mit mehr als 540 Arbeitsplätzen einer der wichtigsten Arbeitgeber der Region.

### Verkehr
Das Gemeindegebiet liegt an der A 81 Heilbronn–Würzburg und ist über die Anschlussstelle Boxberg (5) bzw. Osterburken (6) zu erreichen.
In Rosenberg gibt es einen Haltepunkt der Frankenbahn (Stuttgart–Würzburg), der bis 2019 werktags im Berufsverkehr bedient wurde. Seit dem 15. Dezember 2019 gibt es einen dreijährigen Probebetrieb mit stündlichen Halten montags bis freitags zwischen Osterburken und Lauda.
Sein Empfangsgebäude wurde 1865 erbaut und wurde nach langjährigem Verfall 2016 trotz Denkmalschutzes abgerissen. Ein Haltepunkt in Hirschlanden besteht seit Mitte der 1980er Jahre nicht mehr.
Durch eine Alltagsroute aus dem Radnetz Baden-Württemberg ist Rosenberg über Ahorn (Ortsteil Eubigheim) und Boxberg mit Lauda-Königshofen und in der anderen Richtung über Osterburken mit Adelsheim verbunden. 
Die Gemeinde Rosenberg ist Teil des Skulpturenradwegs.

## Persönlichkeiten

### Söhne und Töchter der Gemeinde
- Gottfried Leiser (1853–1922), Landwirt und Politiker (DDP)
- Otto Gerig (1885–1944), Politiker (Zentrum), MdR, MdL (Preußen), gestorben im KZ Buchenwald
- Gustav Adolf Scheel (1907–1979), nationalsozialistischer Reichsstudentenführer und Gauleiter von Salzburg
- Emil Müller-Ettikon (1911–1985), Oberstudienrat, Autor und Heimatforscher
- Hermann Lang (1938–2019), Psychiater und Psychoanalytiker

### Ehrenbürger
Die Gemeinde hat viermal die Ehrenbürgerwürde verliehen:
- 1976: Emil Kistner, war von 1956 bis 1971 Bürgermeister von Hirschlanden und von 1972 bis 1976 Bürgermeister von Rosenberg
- 1976: Hermann Hagenmeyer, war Gründer der Firma Getrag
- 1999: Arno Hagenbuch, war von 1976 bis 1999 Bürgermeister von Rosenberg
- 2019: Gerhard Baar, Bürgermeister von 1999 bis 2019[14]